# Canwest
Canwest Global Communications Corp. était, jusqu'à sa fermeture en 2013, le plus important groupe canadien dans le secteur des médias, fondé par Israel Asper. Son siège social était situé à Winnipeg, (Manitoba, Canada).

## Histoire
L'histoire de Canwest commence avec le rachat, en 1974, de la station KCND-TV du Dakota du Nord par Israel Asper, et son déménagement à Winnipeg, sous le nom de CKND-TV. Quelques mois après, CKND-TV intègre le réseau de télévision Global, que Canwest finit par acheter en 1985. Le réseau Global s'étend ensuite à d'autres stations, achète des journaux papier, des chaînes câblées, des participations dans des entreprises étrangères (dont Ten Australia en 1992) jusqu'à arriver en Alberta en 2000.
En avril 2009, Canwest devait restructurer sa dette de 3,9 milliards CAD pour répondre aux exigences de ses créanciers. Ses parts dans Ten ont été revendues la même année ; en 2010, ses activités de télévision au Canada ont été transférées à Shaw Media, et ses journaux papier ont été confiés à une nouvelle entreprise, Postmedia Network. Canwest a donc cessé ses activités le 27 octobre 2010 et a été dissoute le 27 mai 2013.

## Activités

### Télévision
- Global Television Network
  - CFRE-DT Regina
  - CFSK-DT Saskatoon
  - CHAN-DT Vancouver
  - CHBC-TV Kelowna
  - CICT-DT Calgary
  - CIHF-DT Halifax
  - CIII-DT Toronto
  - CISA-DT Lethbridge
  - CITV-DT Edmonton
  - CKMI-DT Québec
  - CKND-DT Winnipeg

### Télévision câblée et spécialisée

#### Lancés par Canwest
- The Cave (maintenant contrôlée par Groupe TVA)
- DejaView
- Fox Sports World Canada
- Global Reality Channel
- MovieTime (anciennement LoneStar)
- Mystery TV
- TVtropolis (anciennement Prime TV)

#### Acquis de Alliance-Atlantis, contrôlé par CW
- BBC Canada
- BBC Kids
- DIY Network (Canada) (anciennement Fine Living)
- Food Network (Canada)
- HGTV (Canada)
- History
- IFC Canada
- National Geographic Channel Canada
- Showcase
- Showcase Action
- Showcase Diva
- Slice (anciennement Life Network)
- Twist TV (anciennement Discovery Health)

#### Participations
- Historia (50 % CW, opéré par Astral Media)
- One (37,77 % CW, opéré par ZoomerMedia)
- Dusk (49 % CW, opéré par Corus) (anciennement Scream)
- Séries+ (50 % CW, opéré par Astral Media)